# Slava Ukraïni!

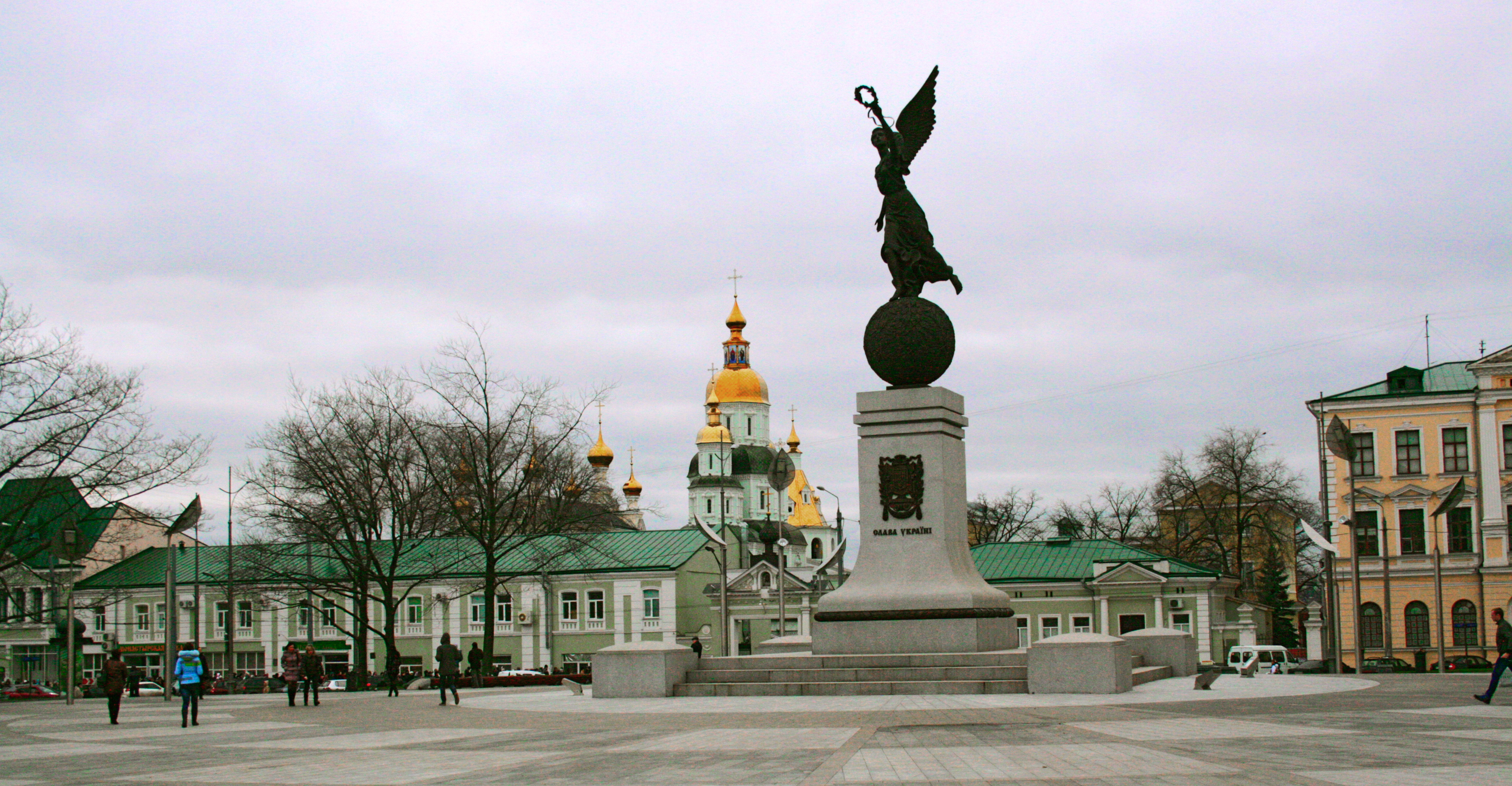
Monumento dell'Indipendenza a Charkiv

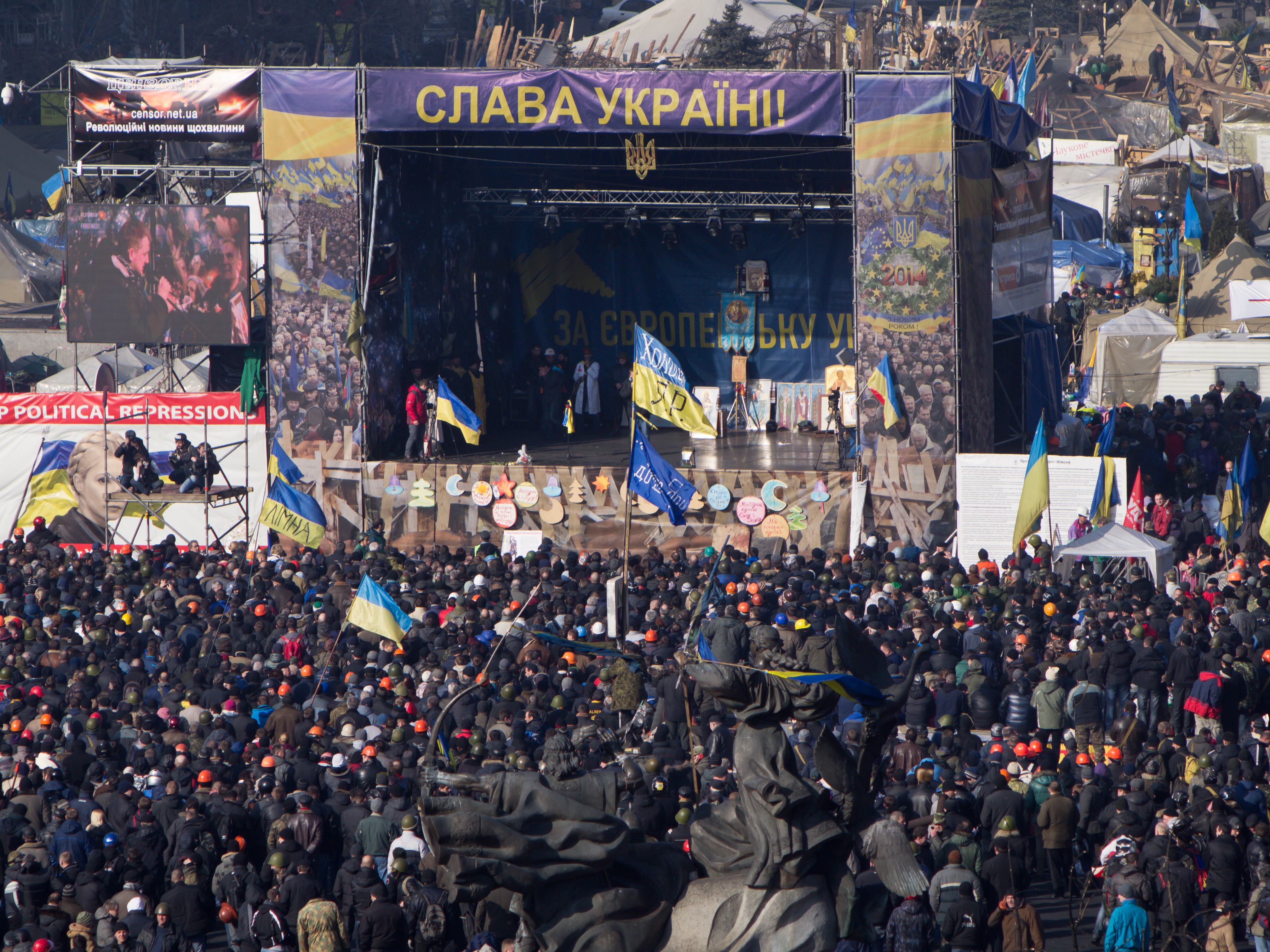
Il motto è visibile sul palco degli oratori durante la rivoluzione ucraina del 2014

Gloria all'Ucraina! (in ucraino Слава Україні!?, Slava Ukraïni!) è un saluto nazionale ucraino. È spesso accompagnato dalla risposta Gloria agli eroi! (in ucraino Героям слава!?, Herojam slava!).
Il saluto apparve per la prima volta all'inizio del XX secolo in diverse varianti e tra le formazioni militari durante la guerra d'indipendenza ucraina dal 1917 al 1921, ma diventò diffuso come slogan nei decenni successivi quando fu adottato dalla fazione di estrema destra dell'Organizzazione dei Nazionalisti Ucraini (OUN-B) guidata da Stepan Bandera.  Nel 2018 è divenuto il saluto ufficiale delle forze armate ucraine. È divenuto di notorietà internazionale durante l'Invasione russa dell'Ucraina del 2022.

## Storia

### Origini
Una frase simile a "gloria all'Ucraina" era usata almeno dai tempi dello scrittore patriottico ucraino Taras Ševčenko, che nella sua poesia A Osnov'janenko (До Основ'яненка; 1840, nella versione del 1860) scriveva:
La prima menzione nota della frase "Gloria all'Ucraina!" con la risposta "Gloria in tutto il mondo!" (По всій землі слава) è associata alla comunità studentesca ucraina di Charkiv tra la fine del XIX secolo e l'inizio del XX secolo.

### XX secolo

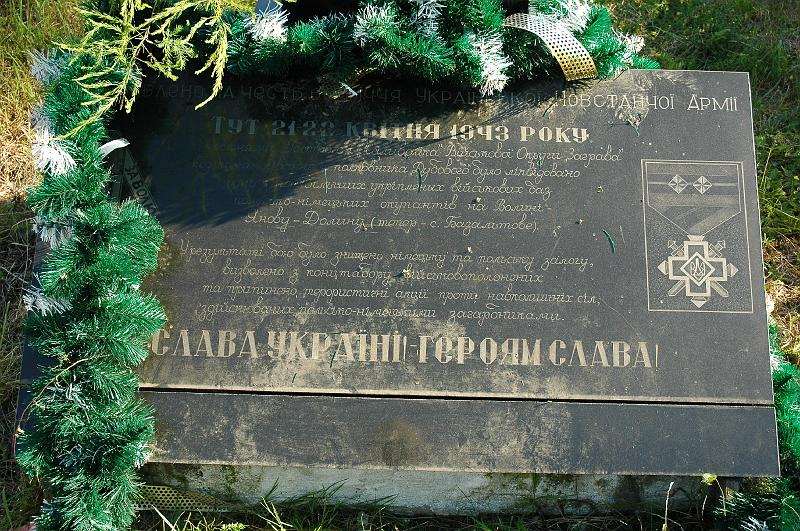
Monumento risalente alla seconda guerra mondiale in memoria dei combattenti dell'organizzazione paramilitare nazionalista ucraina dell'UPA con la scritta "Gloria all'Ucraina! Gloria agli eroi!", nel luogo del massacro di Janowa Dolina, Bazaltove, Ucraina

Secondo diversi storici ucraini, la frase Slava Ukraïni! apparve per la prima volta in diverse formazioni militari durante la guerra d'indipendenza ucraina (dal 1917 al 1921), per poi diventare parte del lessico dei nazionalisti ucraini negli anni '20.
Secondo lo storico Frank Golczewski, invece, la prima organizzazione ad adottare il motto sarebbe stata la Lega dei Nazionalisti Ucraini (LUN), che successivamente divenne cofondatrice dell'OUN, l'Organizzazione dei Nazionalisti Ucraini.
La risposta al saluto Herojam slava! apparve negli anni '30 tra i membri dell'OUN e dell'Esercito Insurrezionale Ucraino (UPA), i quali iniziarono a usare questo motto per commemorare i veterani della guerra sovietico-ucraina avvenuta tra il 1918 e il 1921, tra cui il leader dell'OUN Jevhen Oleksijovyč Konovalec'. Nell'aprile del 1941 "Gloria all'Ucraina! Gloria agli eroi!" fu adottato come saluto ufficiale della fazione di estrema destra dell'Organizzazione dei Nazionalisti Ucraini (OUN-B) guidata da Stepan Bandera, accompagnato dal saluto fascista.
La popolarità di Slava Ukraïni! Herojam slava! crebbe negli anni '40 e '50, quando la forza paramilitare OUN/UPA combatté contro l'Armata Rossa nell'Ucraina occidentale.  "Gloria agli eroi!" fu utilizzato anche dai cosacchi del Kuban' nel 1944.
Alla fine degli anni '80 e all'inizio degli anni '90 il saluto iniziò ad essere recitato durante raduni e manifestazioni. Dopo che l'Ucraina dichiarò l'indipendenza nel 1991, la frase "Gloria all'Ucraina" divenne un diffuso slogan patriottico. Nel 1995 il presidente degli Stati Uniti Bill Clinton citò la frase nel suo discorso a Kiev, insieme a "God bless America".

### Nel XXI secolo
La frase ha riacquisito popolarità durante la rivoluzione ucraina del 2014, diventandone uno dei simboli.
Il 10 luglio 2018, tifosi ucraini invasero la pagina Facebook della FIFA con oltre 158 000 commenti, la maggior parte dei quali proclamavano "Gloria all'Ucraina", dopo che questa aveva multato l'assistente allenatore della Croazia per aver usato il medesimo slogan dopo la vittoria della Croazia in una partita del campionato mondiale di calcio 2018. La Russia affermò che il canto aveva connotazioni ultranazionaliste, poiché reso popolare da gruppi del periodo della seconda guerra mondiale, come l'Organizzazione dei Nazionalisti Ucraini, che collaborarono con i nazisti. La Federazione calcistica dell'Ucraina affermò invece in una dichiarazione che "Gloria all'Ucraina è un saluto comunemente usato in Ucraina [...] (e) non deve essere interpretato come un atto di aggressione o provocazione".
Il 9 agosto 2018 il presidente ucraino Petro Oleksijovyč Porošenko annunciò che Gloria all'Ucraina sarebbe diventato il saluto ufficiale delle forze armate ucraine, in sostituzione di Ciao compagni (in ucraino Вітаю товариші?, Vitaju tovaryši). Il saluto fu quindi utilizzato durante la parata del Giorno dell'Indipendenza di Kiev il 24 agosto 2018, e il parlamento ucraino in seguito approvò il disegno di legge presidenziale in merito (in prima lettura) il 6 settembre e il 4 ottobre 2018. Il parlamento ufficializzò inoltre Gloria all'Ucraina come saluto del Servizio di sicurezza dell'Ucraina.
La canzone Glory to Hong Kong, utilizzata nelle proteste a Hong Kong del 2019-2020, è ispirata a questo slogan. Ciò è stato accolto in modo molto negativo nella Cina continentale, con i cinesi che hanno accusato l'Ucraina di ingerenza negli affari di Hong Kong per ordine degli Stati Uniti, seppur non venendo censurato dal Great Firewall del governo cinese.

#### Invasione russa dell'Ucraina

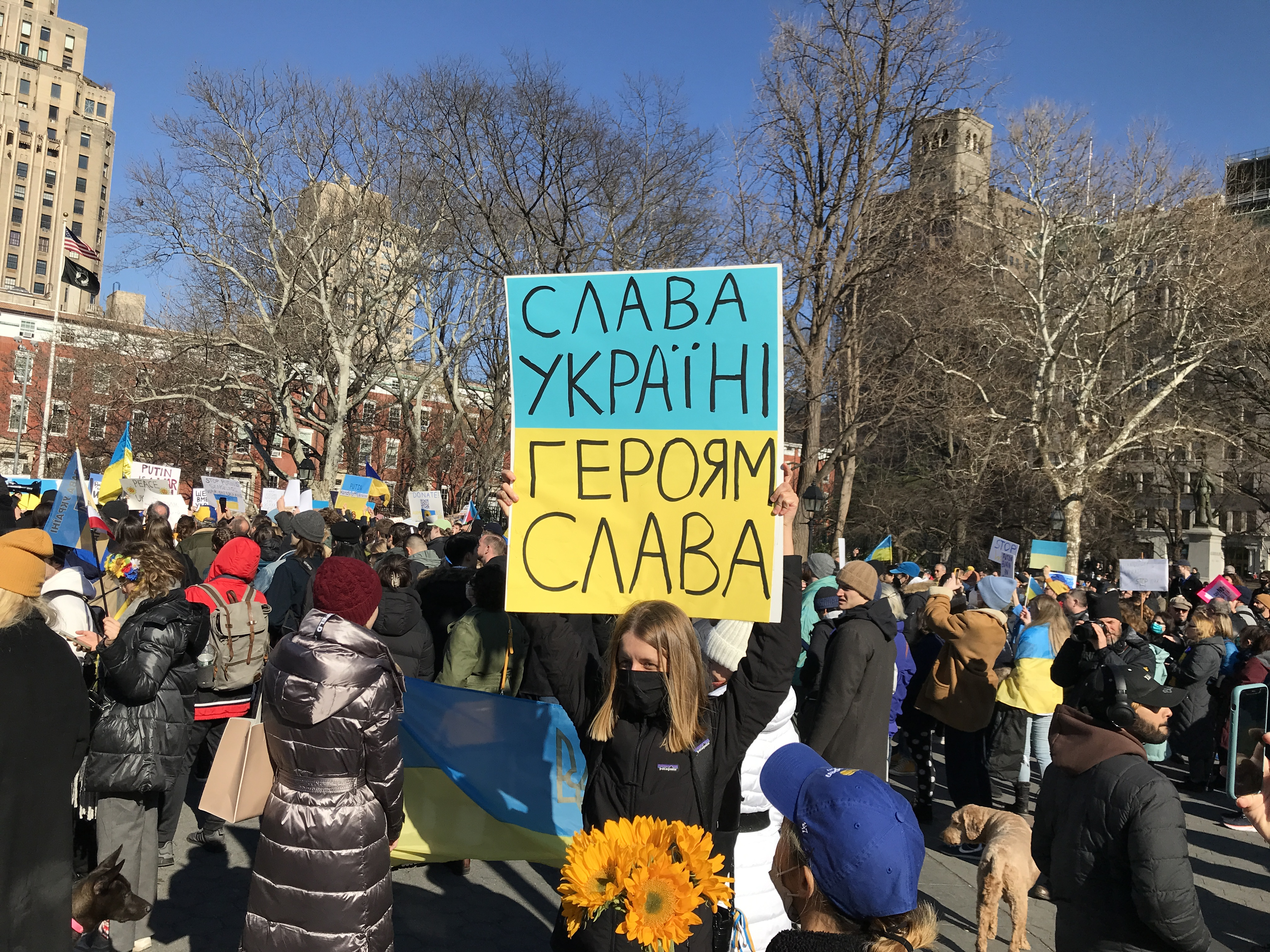
La frase su un cartello durante una manifestazione a New York

La frase è diventata molto popolare tra i soldati ucraini e i loro sostenitori durante la guerra russo-ucraina in seguito all'invasione russa dell'Ucraina. Sempre in tale periodo, lo slogan è stato utilizzato da manifestanti di tutto il mondo in solidarietà con l'Ucraina, accompagnando varie richieste alle ambasciate russe e ai governi nazionali competenti come l'esclusione della Russia dallo SWIFT e la chiusura dello spazio aereo sull'Ucraina. Il compositore norvegese Marcus Paus ha composto un pezzo che ha pubblicato il 27 febbraio 2022 con il titolo "Slava Ukraïni!".

## Controversie
In Unione Sovietica il saluto Slava Ukraïni! era proibito, oggetto di una campagna di propaganda decennale che colpì i nazionalisti ucraini che lo usavano,  i quali venivano soprannominati "nazionalisti borghesi ucraini", "banderisti" e "scagnozzi nazisti" dalle autorità sovietiche. La Russia contemporanea ha seguito la medesima tendenza ed il saluto è stato definito uno slogan fascista, in particolare durante la guerra russo-ucraina.
Il 7 settembre 2018, la nazionale di calcio ucraina indossò delle divise che riportavano il saluto durante una partita della UEFA Nations League contro la Repubblica Ceca. La frase tuttavia fu ritenuta "troppo politica e militaristica" dalla UEFA, che ordinò alla Federcalcio ucraina di rimuoverla.
Durante il campionato mondiale di calcio 2018, quando la Croazia batté la Russia, il giocatore croato Domagoj Vida ha postato un video su Instagram gridando lo slogan. La FIFA ha ammonito Vida per aver violato le norme sull'imparzialità politica.
In occasione del campionato europeo di calcio del 2021 la nazionale ucraina indossò una maglietta con le scritte «Glory to Ukraine!» e «Glory to the Heroes!» e con l'immagine dei confini ucraini che comprendevano la penisola di Crimea che era già stata annessa dalla Russia, e questo suscitò le critiche del governo russo per voce di Marija Zacharova.